# Хасонке
Хасонке́ (Khassonké) — народ манде, що проживає на північному заході Малі, а також незначною мірою на південному сході Сенегалу.

## Територія проживання, мова, чисельність і релігія

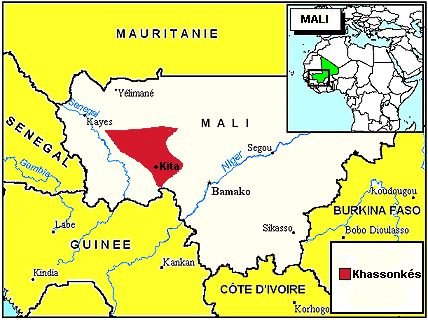
Територія проживання хасонке на мапі Малі

Люди хасонке живуть у районі злиття річок Бакой і Бафін, а також уздовж річки Сенегал до гирла Колімбіне. Також розселені у північних відрогах Фута-Джаллона та Мандінгських гір. 
Розмовляють окремою мовою манде хасонке (Khassonke / Xaasongaxango), яка досить споріднена з мовою бамбара, часто-густо останньою володіють як другою.
Станом на 1991 рік чисельність хасонке в Малі становила 120 тисяч осіб, ще 6 тисяч хасонке проживало в Сенегалі.
Основна релігія — іслам сунністського толку, також є прихильники культів природи.

## З етнічної історії
Хасонке сформувались у результаті переходу до осілого способу життя деяких груп народу фульбе, а також їх змішування з іншими групами народів манде, зокрема малінке, сонінке в XII столітті. 
Визначну роль у формуванні етносу зіграло ранньополітичне утворення т.зв. королівство Хассо (XVIII—XIX ст.) на чолі з правителями фанкама-у, які спиралися на міцну військову організацію.
Спосіб життя, а також матеріальна та духовна культура хасонке корелюється з іншими народами манде. Однак антропологічний тип, родові імена та етногенеалогічні легенди зближують їх з фульбе. 

## Господарство, матеріальна і духовна культура

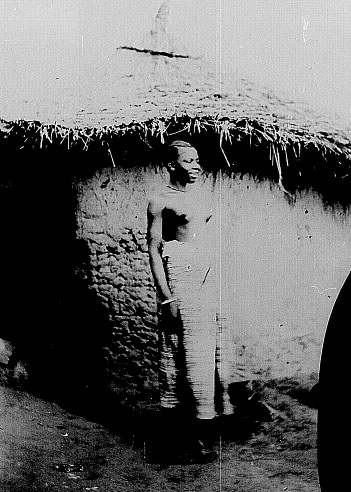
Дівчина хасонке на тлі хатини (світлина 1882 року, з архіву Національної бібліотеки Франції

Традиційно головне господарське заняття хасонке — тропічне землеробство. Вирощують, зокрема, кукурудзу, фоніо, просо, в меншій мірі рис. Також, як і здавна, розвинений товарообмін зі скотарями фульбе.
Традиційне житло — глинобитні прямокутні або круглі хатини. 
Чоловіки вдягаються в балахон бубу, жінки раніше обгортали стегна відрізом тканини, нині все частіше носять блузи. 
Найпопулярніший наїдок — кускус з м'ясними та рослинними соусами. 
Попри ісламізацію хасонке зберігають традиційні вірування. З фольклору відомим є словесна та пісенна творчість.
Народні музичні інструменти — різні барабани, лютні, мисливські свищики.

## Суспільство і соціальна організація
В основі громадської організації лежить патрилатеральна велика родина. Характерною є наявність полігінії. 
Соціальна структура хасонке включає родові епігамні групи, які пов'язані системою спорідненості джаму; також існували характерні для Західної Африки таємні спілки.  
Традиційна кастовість суспільства, де на чолі стояла знать хоро, основу творили відносно вільні общинники-землероби, окремими кастами були (і є) ковалі, гріоти тощо, на споді соціальної ієрархії — залежні військові полонені, вихідці з інших етнічних громад.
Відомими хасонке за національністю були політик, державний і громадський діяч, письменник і поет Філі Дабо Сіссоко (1900-1964), історик Секене Моді Сіссоко (Sékéné Mody Cissoko, 1932-2012), письменник Мусса Конате (Moussa Konaté, 1951-2013).